# Зелене (Харківський район)
Зеле́не — село в Україні, у складі Липецької сільської громади Харківськомого району Харківської області. Населення становить 0 осіб. Колишній орган місцевого самоврядування — Веселівська сільська рада.

## Географія
Село Зелене знаходиться на березі річки Муром на кордоні з Росією, вище за течією на відстані 1 км розташоване село Середа (Бєлгородська область), нижче за течією на відстані 1 км розташоване село Нескучне. До села примикає великий садовий масив.